# Марія Дима
Марія Ди́ма (12 березня 1899, м. Борщів, нині Тернопільської області — 12 жовтня 1998, Вінніпег) — українська громадська діячка. У Канаді — від 1920.
Закінчила Манітобський університет (Вінніпеґ). У 1930-х рр. обрана до шкільної ради Вінніпега. Засновниця і голова (1944) Ліґи українських католицьких жінок Канади (ЛУКЖК), Українсько-канадського жіночого комітету. Під час Другої світової війни працювала у Фонді допомоги українців Канади.